# Neofusicoccum mediterraneum
Neofusicoccum mediterraneum är en svampart som beskrevs av Crous, M.J. Wingf. & A.J.L. Phillips 2007. Neofusicoccum mediterraneum ingår i släktet Neofusicoccum och familjen Botryosphaeriaceae.   Inga underarter finns listade i Catalogue of Life.